# Vicariat apostolic
Un vicariat apostolic este o Biserică particulară a Bisericii Catolice stabilită, de regulă, în zonele necatolice sau de misiune, și în țările sau regiunile în care nu există încă o dieceză. Este condusă de un vicar apostolic - episcop titular care are jurisdicție asupra acestei zone, fără a fi însă episcopul ei. Un vicariat apostolic poate fi administrat temporar de către episcopul unei dieceze vecine, printr-un delegat denumit vicar episcopal, sau foraneu, și care, în virtutea puterilor delegate lui, exercită o jurisdicție limitată asupra vicariatului apostolic.